# Snow Aeronautical

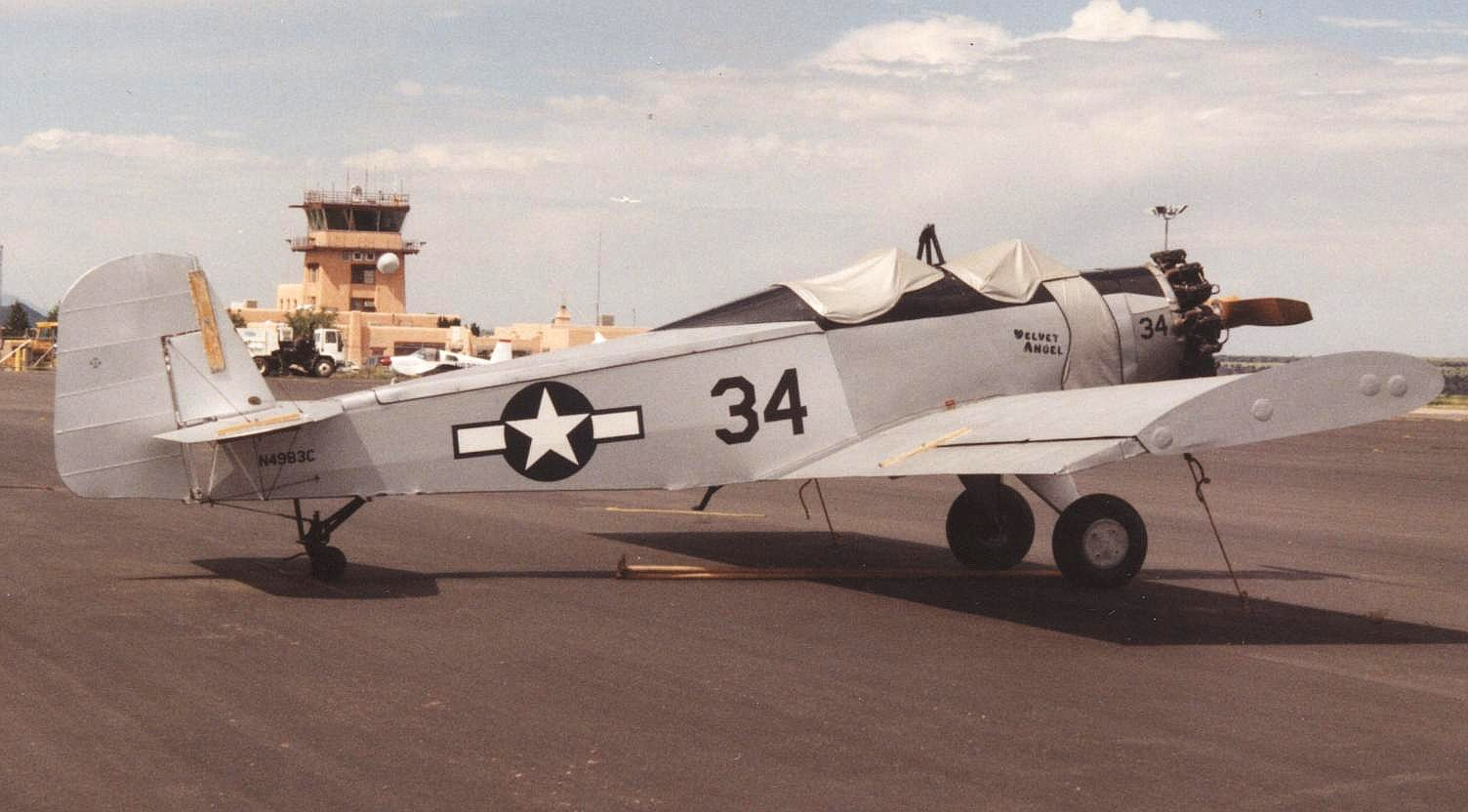
Un Snow S-2A de fumigación, del año 1968, Santa Fe, Nuevo México, en el año 1997

Snow Aeronautical fue un fabricante de aviones de Estados Unidos fundado en 1956 por Leland Snow en Olney (Texas) con el propósito de poner en el mercado aviones de agricultura diseñados por él.

## Historia
Leland Snow fue piloto y además se licenció como ingeniero aeronáutico por la universidad de Texas A&M University. Diseñó su primer avión con seis años, pero no fue hasta 1953 cuando voló su primer S-1. Sus primeros trabajos se desarrollaron en Harlingen (Texas) pero luego se trasladó a Olney (Texas) en 1958, la que finalmente sería sede de su empresa.
La empresa británica Britten-Norman fue la primera que distribuyó los aviones diseñados por Leland Snow y más tarde compró parte Snow Aeronautical.
En 1965, finalmente la empresa fue comprada por la división Aero Commander perteneciente a Rockwell International.

## Aviones
| Modelo   | Primer vuelo | Unidades construidas | Tipo                            |
| -------- | ------------ | -------------------- | ------------------------------- |
| Snow S-1 | 1953         | 1                    | Avión de agricultura monomotor. |
| Snow S-2 | 1956         | 414                  | Avión de agricultura monomotor. |